# Кобіха (Чилі)

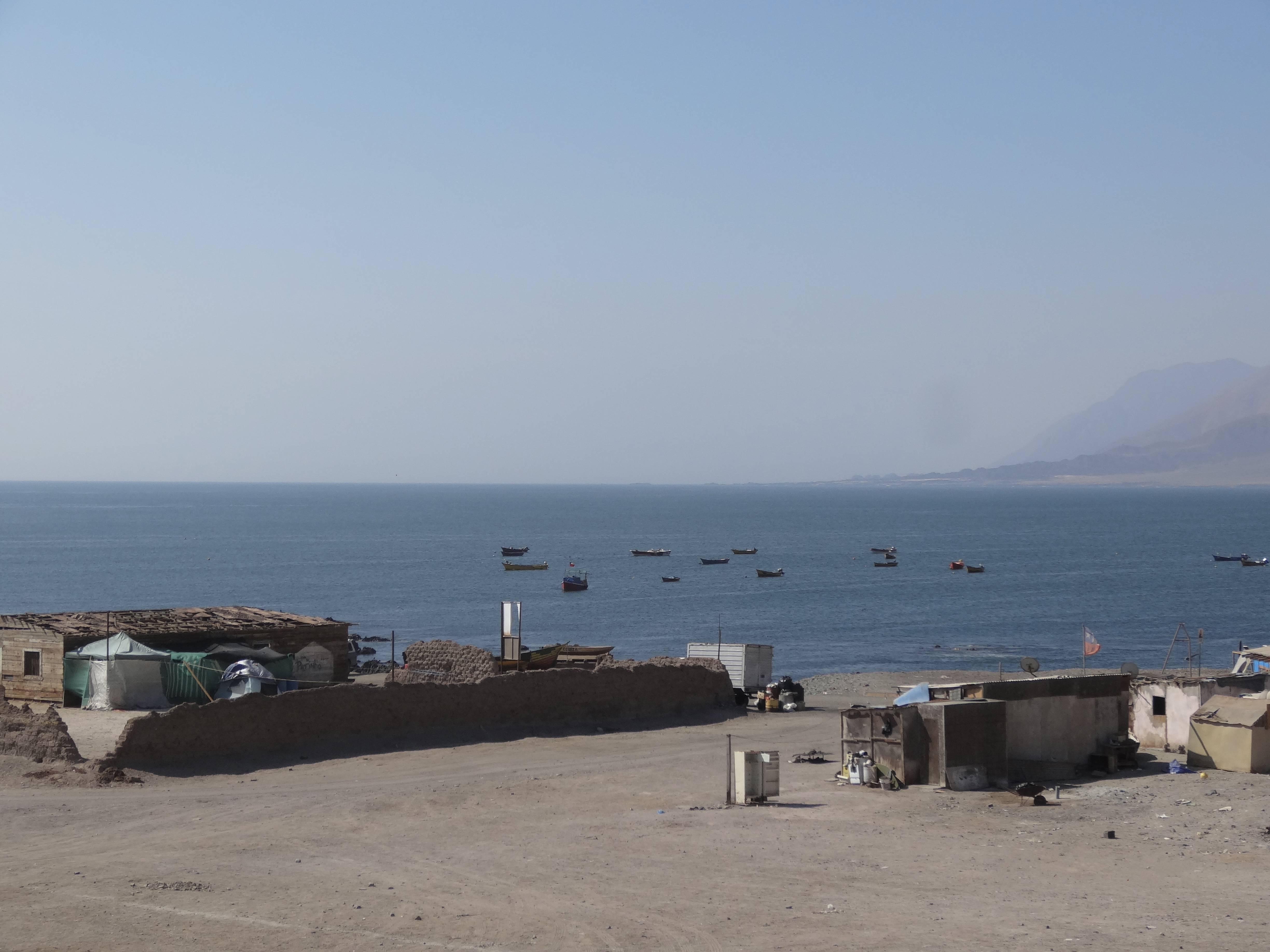
Руїни в Кобісі (Чилі)

Кобіха (раніше відома як Пуерто-Ла-Мар) — колишній перший значний порт незалежної Болівії на Тихому океані. 2002 року в ній проживали 41 особа, а економіка повністю ґрунтувалася на рибальстві.

Атакамська територіальна суперечка між Болівією та Чилі (1825—1879)

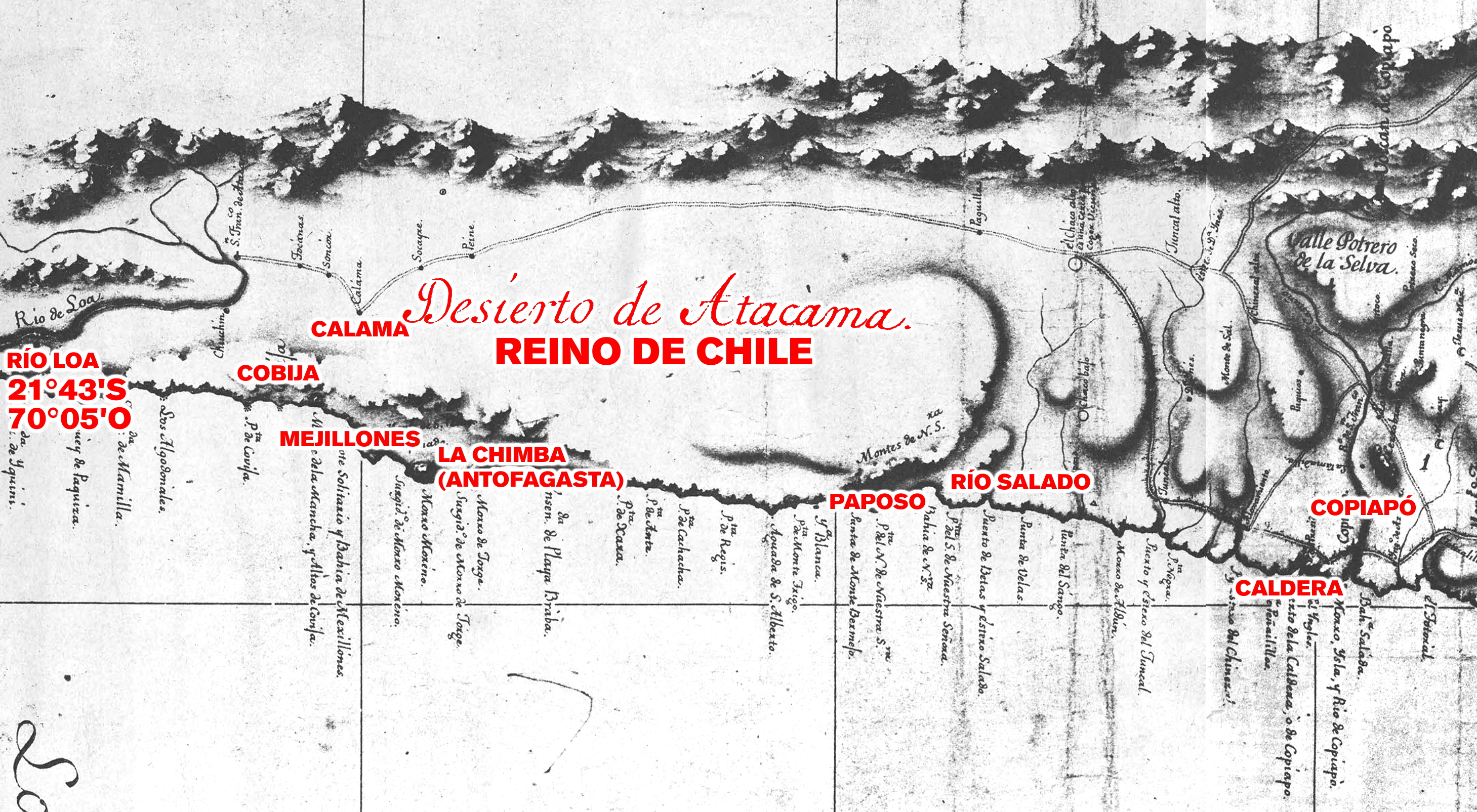
Карта Андреса Балеато 1793 року, що показує внутрішній кордон Чилі та Перу на річці Лоа за часів Іспанської імперії

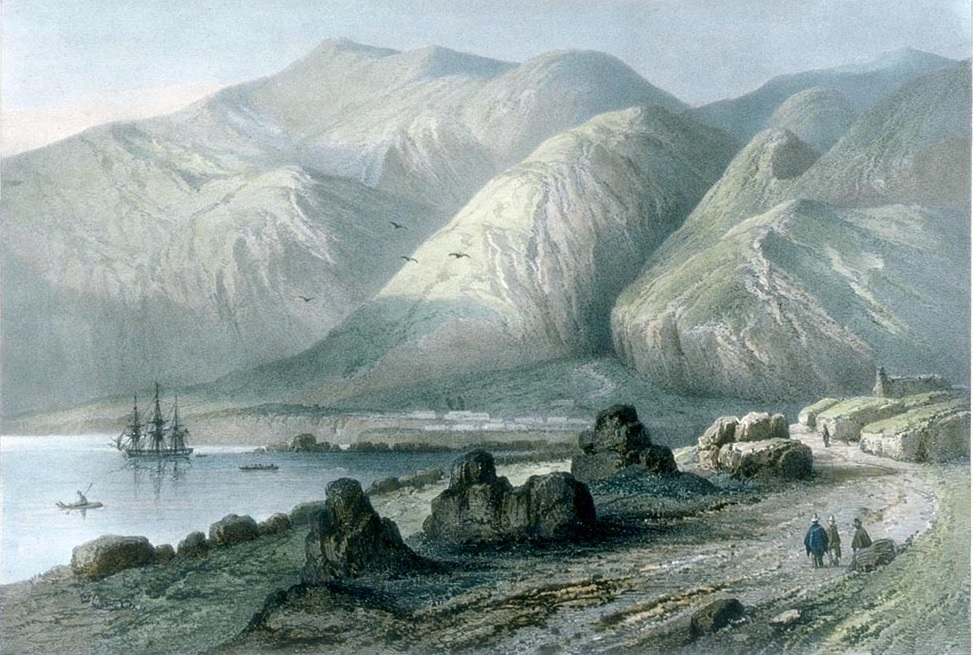
Порт Кобіха (1841)

У XVIII столітті Кобіху включено до карт Генерал-капітанства Чилі, як залежну від міста Копіапо.
1825 року, завдяки срібній шахті Потосі, це був головний порт Болівії.
До підписання договору про кордон 1866 року територія була предметом суперечок між Чилі та Болівією. Місто руйнували землетрус 13 серпня 1868 року та цунамі 9 травня 1877 року, але після відкриття руди в Караколесі воно відродилося. Після закінчення Тихоокеанської війни 1884 року місто та всю прибережну провінцію Болівії анексувало Чилі. За договором, підписаним 1904 року, Болівія визнала втрату Кобіхи.
Зрештою, Кобіху замінив порт у Антофагасті, а 1907 року її покинуто, а парафію перенесено до міста Гатіко,, яке зараз практично зруйноване.